# Aids to Scouting
Aids to Scouting, for N.-C. Os. and Men (kurz: Aids to Scouting) ist ein militärisches Handbuch von Robert Baden-Powell aus dem Jahr 1899. Es behandelt die Ausbildung von Soldaten zu Spähern oder Kundschaftern (engl. scouts) und bestand vor allem aus Erklärungen, wie man durch Versorgung aus der Natur überlebt. Baden-Powell lernte von Frederick Russell Burnham, dem britischen Armee-Chef der Scouts. Dank der Berühmtheit seines Autors wurde das Buch in England bald nach seinem Erscheinen vor allem unter Jugendlichen ein Bestseller.  Dieser unerwartete Erfolg inspirierte Baden-Powell zur Entwicklung der Pfadfindermethode.

## Inhalt
Aids to Scouting enthält Anleitungen unter anderem zu den Themen Spähen, Kartenlesen und -zeichnen, Beobachtung, Spurenlesen und Berichterstattung. Hinzu kommen Vorschläge für die Durchführung von Wettkämpfen zum Training in Friedenszeiten. Über die Beschreibung der Fertigkeiten hinaus werden auch die hohen charakterlichen Anforderungen an einen scout betont (beispielsweise Mut und Besonnenheit). Inhaltlich geht Aids to Scouting auf Baden-Powells 1884 erschienene Abhandlung Reconnaissance and Scouting (dt. Nachrichtendienst und Kundschafterwesen) zurück.
Der Stil ist in weiten Teilen anekdotisch. Hier schöpfte Baden-Powell aus mehrjähriger eigener Erfahrung als Kundschafter und Spion. Weitere Merkmale sind die einfache Sprache und die direkte Ansprache des Lesers.

## Rezeption
Die erfolgreiche Verteidigung von Mafeking (1899–1900) in Südafrika machte Baden-Powell in Großbritannien zum Nationalhelden. Sein überaus hoher Bekanntheitsgrad führte dazu, dass Aids to Scouting größtenteils an zivile Personen verkauft werden konnte. Vor allem Kinder und Jugendliche begeisterten sich für die Mischung aus abenteuerlichen Anekdoten und spielerischen Übungen. 
Die Jugendzeitschrift Boys of the Empire druckte ab Oktober 1900 Aids to Scouting als Serie unter dem Titel The Boy Scout ab.
Baden-Powell kehrte 1903 aus Afrika zurück. Überrascht vom Erfolg seines Lehrbuchs, entwickelte er allmählich die Idee, ein Programm speziell für Jugendliche zu entwerfen. Diese Überlegungen führten letztendlich zur Ausgestaltung der Pfadfindermethode und ihrer Beschreibung in Scouting for Boys.